# ابن معتمد دمشقی
ابراهیم بن محمّد بن ابراهیم قرشی لقب‌گرفته به برهان‌الدین و شهرت‌یافته به ابن معتمد دمشقی (۱۴۴۰–۱۴۹۷م) تاریخ‌نگار و فقیه شافعی شامی در سدهٔ نهم هجری/پانزدهم میلادی بود. از اهالی دمشق بود، در سال ۸۸۲ق حج گزارد و مدتی مجاور مکه شد. مفاکهة الخلاف و ذیل علی طبقات الشافعیه از آثار اوست. 